# Gonçal Ibars Meseguer
Gonçal Ybars Meseguer (Ulldecona, Montsià, 1901-1993) fou un advocat i polític català. Era membre del Partit Radical Autònom de les Comarques Tarragonines, escissió del Partit Republicà Radical d'Alejandro Lerroux amb el que fou elegit diputat per Tarragona a les eleccions al Parlament de Catalunya de 1932. El 1936 redactà els estatuts del Comitè Industrial Llaner i es va integrar en ERC. En acabar la guerra civil espanyola fou depurat per les noves autoritats i no es pogué dedicar novament a la seva professió fins al 1947.